# Grasshopper Manufacture
Grasshopper Manufacture, Inc. (株式会社グラスホッパー・マニファクチュア Kabushikigaisha Gurasuhoppā Manifakuchua) es una empresa de desarrollo de videojuegos japonesa fundada el 30 de marzo de 1998 en Suginami, Japón. Grasshopper ganó en notoriedad en 2005 gracias al juego Killer7 lanzado para Nintendo GameCube y PlayStation 2. Aparte de Killer7 también desarrollaron Michigan (lanzado en Japón y Europa) y otros títulos que no fueron publicados fuera de Japón. Grasshopper Manufacture es responsable del juego Contact para Nintendo DS; así como del título de Wii, No More Heroes y su secuela No More Heroes 2: Desperate Struggle. La compañía está liderada por Goichi Suda, también conocido como Suda51, y es famoso por sus títulos originales e imaginativos - algo que va ligado a los riesgos comerciales. Las pérdidas potenciales a veces son compensadas por el desarrollo de juegos basados en populares franquicias de anime como Samurai Champloo: Sidetracked, Blood+: One Night Kiss y Rebuild of Evangelion: Sound Impact.
En mayo de 2007, Suda51 anunció durante una entrevista en el Game Developer Conference que Grasshopper estuvo un tiempo trabajando en tres títulos para Wii, dos de los cuales fueron publicados: No More Heroes y Project Zero 4. Sin embargo todavía no hay información sobre el estado en desarrollo del tercer título.
Grasshopper también dijo que estaba trabajando en un título para Xbox 360 y han presentada una idea para un juego de PlayStation 3 llamado Kurayami, un juego de acción y aventuras no lineal inspirado por el inquietante y confuso universo del escritor checo Franz Kafka, a quien admira Goichi Suda. Posteriormente, este título fue cancelado y algunas ideas fueron incorporadas al juego Shadows of the Damned. Este título fue originalmente anunciado en agosto de 2008 como un juego de acción y terror que sería desarrollado por Grasshopper en colaboración con Q Entertainment y publicado por Electronic Arts en junio de 2011 para PlayStation 3 y Xbox 360. El proyecto fue producido en conjunto por Suda51, Shinji Mikami y Akira Yamaoka.
El 30 de enero de 2013, Grasshopper Manufacture fue adquirida por GungHo Online Entertainment.

## Juegos desarrollados

### PlayStation
- The Silver Case

### Game Boy Advance
- Shining Soul (codesarrollado con Nextech)
- Shining Soul II (codesarrollado con Nextech)

### PlayStation 2
- Flower, Sun, and Rain
- Michigan: Report From Hell
- Killer7 (portado por Capcom)
- Samurai Champloo: Sidetracked
- Blood+: One Night Kiss

### PSP
- Rebuild of Evangelion: Sound Impact

### Nintendo GameCube
- Killer7

### Nintendo DS
- Contact
- Flower, Sun, and Rain (portado por h.a.n.d.)
- The Silver Case
- Silver Case, 25 Ward

### Wii
- No More Heroes
- Project Zero 4 (codesarrollado con Tecmo y Nintendo)
- No More Heroes 2: Desperate Struggle

### PlayStation 3
- Shadows of the Damned (Dirigido por Suda51 y Shinji Mikami)
- No More Heroes: Heroes’ Paradise
- Lollipop Chainsaw
- Black Knight Sword
- Killer Is Dead
- Sine Mora

### Xbox 360
- No More Heroes: Heroes’ Paradise (sólo en Japón)
- Shadows of the Damned (Producido por Suda51 y Shinji Mikami)
- Lollipop Chainsaw
- Diabolical Pitch
- Black Knight Sword
- Killer Is Dead
- Sine Mora

### PlayStation 4
- Let it Die
- Sine Mora
- The 25th Ward: The Silver Case (Remasterización)

### Nintendo Switch
- Sine Mora
- Travis Strikes Again: No More Heroes
- No More Heroes 3

### PC
- Sine Mora
- Killer Is Dead
- The Silver Case (Remasterización)
- Let it Die
- The 25th Ward: The Silver Case (Remasterización)
- Killer7 (Remasterización)
- No More Heroes 2: Desperate Struggle
- No More Heroes
- Travis Strikes Again: No More Heroes